# جایزه بزرگ تنیس پورشه ۲۰۲۱

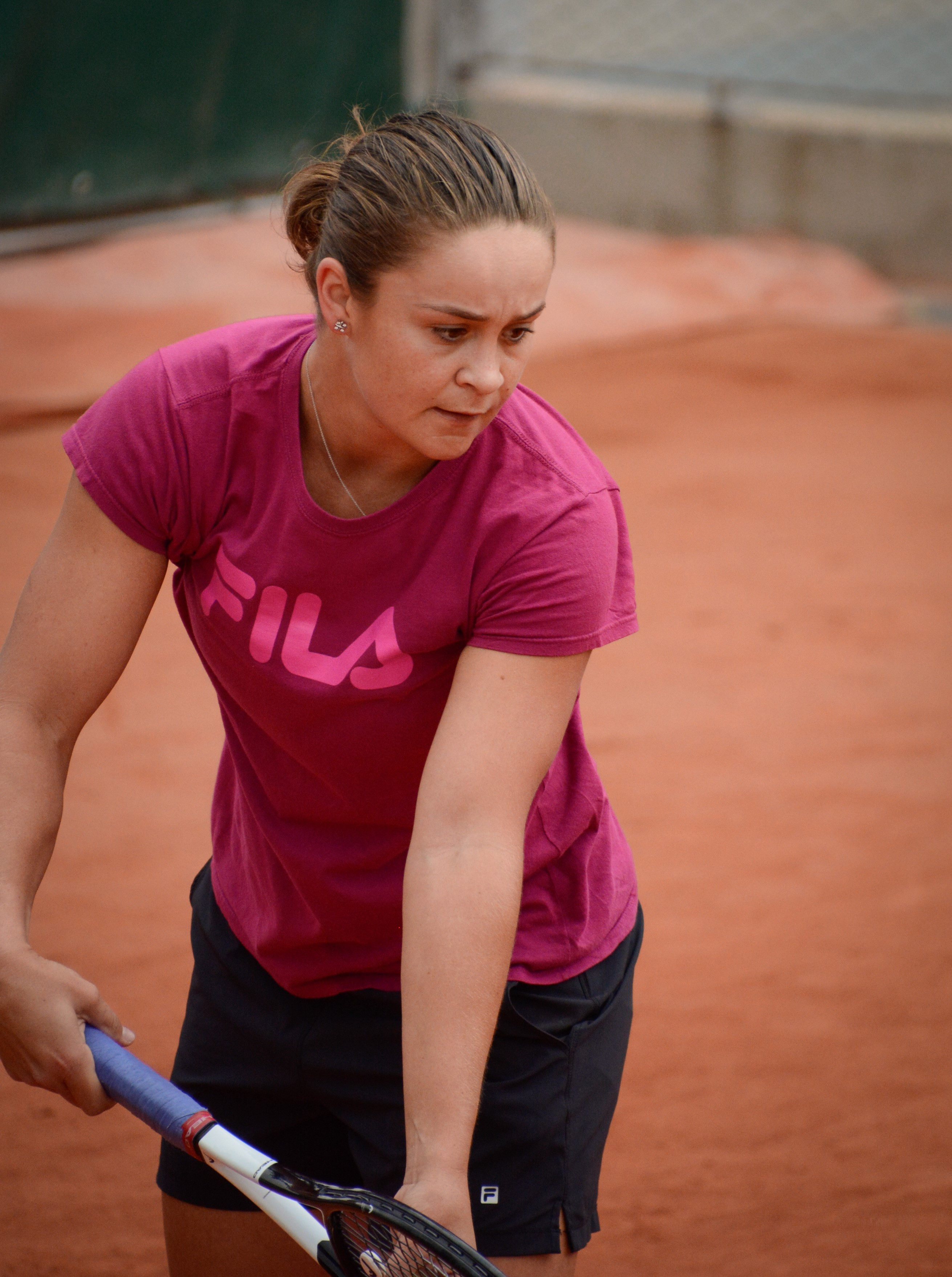
«اشلی بارتی» برنده جایزه بزرگ تنیس اشتوتگارت ۲۰۲۱

جایزه بزرگ اشتوتگارت ۲۰۲۱ که به‌طور رسمی جایزه بزرگ تنیس پورشه ۲۰۲۱ نامیده می‌شود، یک مسابقه چندجانبه تنیس بانوان می‌باشد. این مسابقه چهل و سومین دوره از مسابقات «جایزه بزرگ تنیس پورشه» است. بازی‌های این رویداد در زمین‌های سرپوشیده خاکی برگزار شد. این رویداد ورزشی از ۱۹ تا ۲۵ آوریل ۲۰۲۱ در استادیوم تنیس پورشه آرنا در اشتوتگارت، آلمان برگزار گردید.اشلی بارتی تنیسور استرالیایی و شماره یک جهان توانست در فینال انفرادی زنان و همچنین در کنار جنیفر برادی در فینال دونفره زنان قهرمان شود و قهرمان دوبل این دوره از مسابقات شد. لیندسی داونپورت در سال ۲۰۰۱ آخرین کسی بود که توانست موفق به کسب قهرمانی همزمان در هر دو بخش شود.